# 1920年オーストラレーシアン選手権
1920年 オーストラレーシアン選手権（1920ねんオーストラレーシアンせんしゅけん、1920 Australasian Championships）に関する記事。オーストラリア・アデレード市内にある「メモリアル・ドライブ・テニスクラブ」にて開催。

## 大会の流れ
- 1919年度の前回大会は、実際の開催時期は1920年1月後半であった。1920年度の本大会は、前回大会から2ヶ月後の1920年3月に実施されたものである。第1次世界大戦の終戦直後であったことから、こうした暫定的な変化があった。
- 1921年まで、全豪選手権の実施競技は男子シングルス・男子ダブルスの2部門のみであった。女子競技の3部門（女子シングルス・女子ダブルス・混合ダブルス）が増設されるのは、1922年からである。
- 1926年まで、大会名称は「オーストラレーシアン選手権」（Australasian Championships）という名前であった。「オーストラリア選手権」（Australian Championships）の名称になるのは、1927年以後である。
- 初期の全豪選手権のように、外国人出場者が少なかった時期は、地元オーストラリア人選手の国旗表示を省略する。

## 大会経過

### 男子シングルス
準々決勝
- パット・オハラウッド vs. ハロルド・ウッツ　6-1, 6-1, 6-2
- ロイ・テーラー vs. A・スコット　3-6, 3-6, 6-2, 6-2, 6-3
- ホーレス・ライス vs. C・ガーナー　6-2, 6-2, 6-2
- ロナルド・トーマス vs. G・オディー　6-0, 6-2, 6-4

準決勝
- パット・オハラウッド vs. ロイ・テーラー　6-3, 6-1, 7-5
- ロナルド・トーマス vs. ホーレス・ライス　6-4, 4-6, 6-1, 5-7, 6-2

## 決勝戦の結果
- 男子シングルス：パット・オハラウッド vs. ロナルド・トーマス　6-3, 4-6, 6-8, 6-1, 6-3
- 男子ダブルス：パット・オハラウッド＆ロナルド・トーマス vs. ホーレス・ライス＆ロイ・テーラー　6-1, 6-0, 7-5